# 王瑜 (1957年)
王瑜（1957年7月—），男，汉族，山东齐河人，中华人民共和国政治人物，曾任九三学社四川省委副主委、绵阳市委主委，绵阳市人大常委会副主任，第十一届全国人民代表大会四川地区代表。

## 生平
王瑜毕业于山东工业大学机械制造专业。2008年起担任全国人大代表。